# 이용선
이용선(李庸瑄, 1958년 2월 12일~)은 대한민국의 정무직공무원 출신 정치인으로, 제21·22대 국회의원이다.

## 학력
- 1970년 여수동국민학교 졸업
- 1973년 여수중학교 졸업
- 1976년 광주고등학교 졸업
- 1995년 서울대학교 공과대학 토목공학 학사 졸업

## 생애 및 경력
- 1983년 5월 병장 만기 전역
- 1990년: 전국노동조합협의회 조직부장
- 1995년: 경실련 기획실장
- 1996년: 우리민족서로돕기운동 사무총장
- 1998년: 전국노동운동단체협의회 중앙집행위원
- 2003년 7월~2005년 2월: 제11기 민주평화통일자문회의 상임위원
- 2007년 4월~2012년 3월: 겨레의 숲 상임이사
- 2008년: 우리민족서로돕기운동 공동대표
- 2008년 3월~2014년 4월: 한겨레통일문화재단 이사
- 2009년: 동양물산 감사

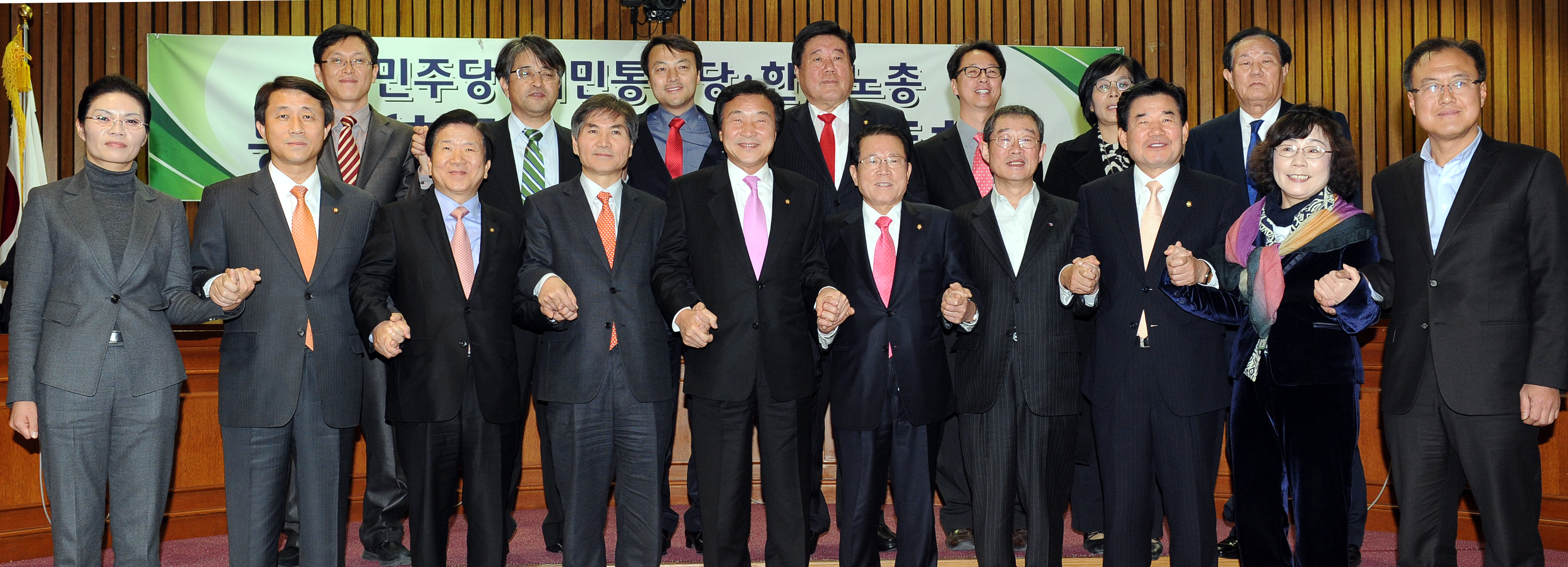
2011년 12월 16일 민주통합당 출범

- 2011년: 민주통합당 임시공동대표, 2011년 하반기 재보궐선거 무소속 박원순 서울특별시장 후보 공동선대본부장
- 2012년: 시민평화로펌 공동대표, 시민사회단체연대회의 공동대표, 혁신과 통합 상임대표, 내가꿈꾸는나라 공동대표
- 2012년 5월~2013년 5월: 민주통합당 서울특별시당 양천구 을 지역위원회 위원장
- 2012년 8월~2014년 8월: 여성이만드는일과미래 이사
- 2013년 5월~2014년 3월: 민주당 서울특별시당 양천구 을 지역위원회 위원장
- 2014년 3월~2015년 12월: 새정치민주연합 서울특별시당 양천구 을 지역위원회 위원장
- 2014년 3월: 서울 서부지역 지하철 건설 추진위원회 공동추진위원장
- 2015년 12월~2018년 6월: 더불어민주당 서울특별시당 양천구 을 지역위원회 위원장
- 2018년 6월~2019년 7월: 대통령비서실 시민사회수석
- 임종석 당시 대통령비서실장은 이 수석 인선에 대해 “30여 년 간 시민사회단체 활동으로 쌓아온 정책경험과 소통능력을 바탕으로 문재인정부 소통의 창을 더욱 확장시킴으로써 각계 시민사회의 혁신적 사고와 창의적 제안들을 정책화 시키는데 앞장설 것”이라고 말했다.
- 청와대 시민사회수석비서관실의 행정관들 증언에 따르면 청와대 사무실보다 현장에 나가 살았다고 한다. 퇴직 당시 직원들이 직접 문구를 잡고 감사패를 줬는데 최초였다고 이용선이 가장 애틋하는 감사패라고 한다.

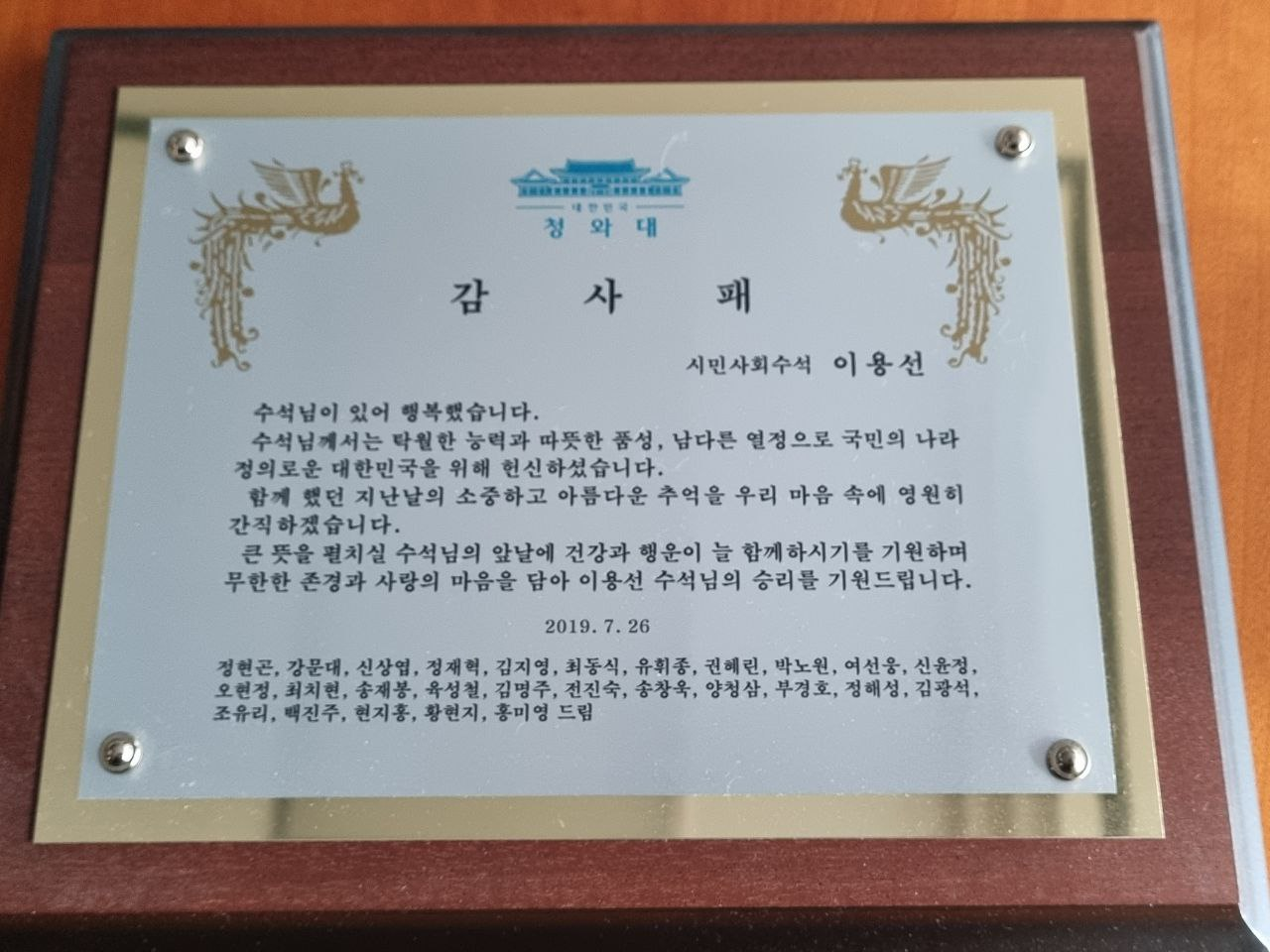
2019년 7월 26일 이용선 시민사회수석비서관 퇴임 당시 직원들이 준 감사패

- 2019년 11월~: 더불어민주당 서울특별시당 양천구 을 지역위원회 위원장
- 2020년 4월 15일 대한민국 제21대 국회의원 선거 당선(서울 양천구 을, 더불어민주당, 초선)
- 2020년 5월~2024년 5월: 제21대 국회의원(서울 양천구 을, 더불어민주당, 초선)
- 2020년 7월: 더불어민주당 세월호특별위원회 위원
- 2020년 9월~2021년 5월: 더불어민주당 정책위원회 상임부의장
- 2021년 5월~2022년 9월: 더불어민주당 대외협력위원장
- 2021년 10월~2022년 9월: 더불어민주당 세계한인민주회의 부의장
- 2021년: 제20대 대통령 선거 더불어민주당 캠프 평화번영위원회 부위원장
- 2021년: 제20대 대통령 선거 더불어민주당 캠프 사회혁신추진단 단장
- 2022년 8월~2024년 8월: 더불어민주당 전국대의원대회 부의장
- 2022년 10월~: 더불어민주당 서울특별시당 도시철도위원회 위원
- 2023년 8월~: 더불어민주당 후쿠시마원전오염수 해양투기저지 총괄대책위원회 국제협력본부장
- 2023년 11월~: 더불어민주당 정책위원회 선임부의장
- 2024년 4월 10일 대한민국 제22대 국회의원 선거 당선(서울 양천구 을, 더불어민주당, 재선)
- 2025년 2월~: 더불어민주당 종교특별위원회 총괄공동위원장
- 2025년 6월~2025년 8월: 국정기획위원회 외교안보분과 위원

### 의정 활동
- 2020년 5월 30일~2024년 5월 29일: 제21대 국회의원(서울 양천구 을, 더불어민주당, 초선)
  - 2020년 6월~2020년 7월: 제21대 국회 전반기 산업통상자원중소벤처기업위원회 위원
  - 2020년 6월~2021년 5월: 제21대 국회 전반기 예산결산특별위원회 위원
  - 코로나 추경 등을 통해 긴급유동성 지원에 기여. 소상공인 대출 이자 상환 유예 정책이 종료될 경우 발생하는 이자폭탄을 지적. 분할 상환 방식으로 전환 성과. (MBC 대출 이자 미뤄주면 뭐하나…갚을 때 한꺼번에 '폭탄’)
  - 2020년 7월~2022년 5월: 제21대 국회 전반기 외교통일위원회 위원
  - 임기시작 두 달만인 2020년 7월에 이인영 의원의 통일부장관 내정으로 인하여 외교통일위원회로 사보임. 민주당 관계자는 뉴스1과 통화에서 "이 후보자가 외통위원을 사임하면서 외교·통일 분야에 관심을 보였던 이 의원에게 (상임위 재배정을) 제안했다"며 "이 의원이 흔쾌히 수락했다"고 전했다. 
  - 하나원 내 성평등 교육 강화 법안 대표발의 및 본회의 통과
  - 2022년 7월~2023년 6월: 제21대 국회 후반기 산업통상자원중소벤처기업위원회 위원
  - 에너지 취약계층 지원 3법 발의, 노외주차장 태양광 의무화, 산업단지 내 태양광발전소 승계 규정 법안 등 대표발의
  - 2023년 6월~2023년 7월: 제21대 국회 후반기 외교통일위원회 위원
  - 2023년 7월~2024년 5월: 제21대 국회 후반기 외교통일위원회 간사
  - “외교 안보문제는 국가의 존망과 직결되며, 국가의 이익을 대변하는 최전선에 있는 것”, “특히 미·중 패권경쟁과 갈등을 비롯해 한반도를 둘러싼 국제정세가 복잡하게 흘러가고 있어 정부의 역할이 막중한 시점인데, 현 정부의 외교 통일 정책은 퇴행하고 있는 것이 현실”, “세계적으로 외교·안보 분야뿐만 아니라 경제 분야까지 다층적인 갈등이 심화하고 있는 가운데, 우리 국익을 우선하는 외교 방향을 바로 정립할 수 있도록 간사로서 역할을 다하겠다”고 각오를 밝힘 (이용선 의원, 국회 외교통일위원회 간사 선임)
  - 후쿠시마 오염수 문제를 비롯, 윤석열 정부를 향해 대일굴욕외교라고 질타. 직접 뉴욕을 방문하는 등 해양 투기에 반대하는 국제적 공감대 확산을 위해 노력. 외교통일위원회 회의장에서 이재명 민주당 대표 발언을 왜곡하는 하태경 의원의 발언을 바로 잡아 화제가 되기도 (‘속기록 삭제’ 요구까지 나오게 한 하태경 ‘이재명 해운대 발언’ 딴지... 이용선 “부적절! 사과하라”)
  - 일본 정부의 한일대륙붕공동개발협정의 조속한 이행 및 실질적인 이행 방안 마련 촉구 결의안, 동해 표기 촉구 결의안, 관동(關東) 대지진 조선인 학살사건에 대한 일본 정부의 진상규명 및 사죄 촉구 결의안 등 3건의 결의안을 대표발의하였고 3건 모두 수정가결로 본회의 통과. (의안정보시스템 참고)
  - 미인가 대안교육시설에서 탈북청소년을 대상으로 일어난 성범죄 의혹 적발 (KBS [단독] “어른들이 막지 못해 미안”…70대 교사의 후회)
  - 지역구인 양천구 을 지역이 겪는 공항소음, 고도제한 문제에 대해서도 적극 활동. 「공항소음방지법」 6건, 「지방세법」, 「종합부동산세법」 각 1건 등 총 8건의 법안(의안정보시스템 참고) 대표발의. 인터뷰를 통해 특별한 희생에는 특별한 보상이라는 원칙이라는 생각을 밝힘.

- 2024년 5월 30일~: 제22대 국회의원(서울 양천구 을, 더불어민주당, 재선)
  - 2024년 6월~: 제22대 국회 전반기 외교통일위원회 위원
  - 2024년 6월~2024년 11월: 제22대 국회 전반기 예산결산특별위원회 위원

## 여담
- 민주화 운동에 앞장선 인물. 최강욱 전 의원은 한 유튜브에서 “민주화 운동의 역사에서 빼놓을 수 없고 시민사회 운동 노동운동 영역에서 상당한 지분이 있다”고 언급.

## 전과
- 국가보안법위반(기타): 징역 2년, 집행유예 3년, 자격정지 2년 - 1992년 6월 23일 선고, 1995년 8월 15일 특별복권[1]
- 도로교통법위반(음주운전): 벌금 100만원 - 2001년 7월 11일 선고[1]
- 교통사고처리특례법위반, 도로교통법위반(음주운전): 벌금 150만원 - 2004년 9월 21일 선고[1]

## 역대 선거 결과
|  | 47.59% |

|  | 39.92% |

|  | 57.53% |

|  | 57.47% |

## 소속 정당
| 소속 정당 | 소속 정당      | 소속 기간 | 비고           |
| --------- | -------------- | --------- | -------------- |
|           | 시민통합당     | 2011      | 창당 정계 입문 |
|           | 민주통합당     | 2011~2013 | 합당           |
|           | 민주당         | 2013~2014 | 당명 변경      |
|           | 새정치민주연합 | 2014~2015 | 합당           |
|           | 더불어민주당   | 2015~2018 | 당명 변경      |
|           | 무소속         | 2018~2019 | 탈당           |
|           | 더불어민주당   | 2019~현재 | 복당           |

## 같이 보기
- 서울 양천구의 국회의원
- 양천구 을
- 대한민국의 대통령비서실 수석비서관